# Oxidorredução (química orgânica)
Em química orgânica, o termo oxidação é associado, normalmente, a remoção de hidrogênios e formação de uma ligação, que pode ser intramolecular ou entre um átomo da molécula e um átomo de oxigênio (ALLINGER, [et.al], 2009). Já a redução, processo inverso, é definido por Solomons (2012) como o aumento da quantidade de hidrogênio ou a diminuição da quantidade de oxigênios.
As reações de oxirredução são duas das mais importantes para o grupo dos álcoois, cuja oxidação é utilizada para preparar compostos carbonílicos e a redução destes, para formar álcoois (MCMURRY, 2010).

## Oxidação de álcoois
A oxidação de álcoois fornece diferentes produtos que dependem da estrutura inicial do álcool. Álcoois primários resultam em ácidos carboxílicos, majoritariamente, ou aldeídos com determinados reagentes; e álcoois secundários oxidam para cetonas. Já os álcoois terciários, cujo carbono está ligado a outros três, dificilmente sofrem oxidação devido à ausência de hidrogênio para ser removido, isto é, para que ocorra uma oxidação é necessária a quebra de uma ligação carbono-carbono. (MCMURRY, 2010; SOLOMONS, 2012).
Os principais reagentes oxidantes utilizados em laboratório são o KMnO4, o CrO3 e o Na2Cr2O7. A escolha do reagente é baseada em fatores como o custo, a conveniência, o rendimento e a sensibilidade do álcool (MCMURRY, 2010).

### Oxidação de álcoois primários
Os álcoois primários sofrem, na realidade, duas oxidações seguidas: a primeira resulta em um aldeído, porém os oxidantes que geralmente são utilizados na reação fazem com que esta prossiga e oxide o aldeído formado a ácido carboxílico. (CONSTANTINO, 2008).
Observe o exemplo abaixo:
- O símbolo [O] significa oxidação.
- A flecha apontando para baixo com o H2O na ponta indica a água que foi produto da reação, ou seja, a reação também gerou água que foi retirada.

No esquema os hidrogênios em vermelho reagiram com o oxigênio do agente oxidante formando a água que foi retirada. Portanto, diz-se que a oxidação é um processo de "retirada de hidrogênio".
A reação de um álcool com KMnO4 é realizada, de acordo com Solomons (2012), em meio aquoso básico com aquecimento e, por fim, tratamento ácido para produzir o ácido carboxílico. A reação gera precipitado de MnO2, que é retirado no final por filtração.
Quando se deseja obter o aldeído produzido neste processo é necessário, primeiramente, que tal composto tenha ponto de ebulição menor que o da água, pois o processo laboratorial se trata da lenta adição do álcool na solução oxidante em ebulição, assim o aldeído formado é destilado para fora da mistura.
Entretanto, a estratégia acima não funciona para álcoois de cadeia maior, sendo necessário recorrer a agentes oxidantes em meio anidro, ou seja, na ausência de água. Isto ocorre, pois, de acordo com Constantino (2008), não é o aldeído que sofre a oxidação, mas sim a sua forma hidratada. O autor lembra que a própria oxidação dos álcoois produz água, mas que apesar indesejada formação de ácido carboxílico na reação, os reagentes utilizados ainda resultam em bons rendimentos. 
Quanto ao processo inverso, podemos resumir que a redução de um ácido carboxílico gerará um aldeído e a redução deste gerará um álcool primário.

### Oxidação de álcoois secundários
Os álcoois secundários, diferente dos primários, são oxidados de apenas uma forma gerando sempre como produto uma cetona. Esta reação ocorre rapidamente e possui um alto rendimento (MCMURRY, 2010).
Veja este exemplo:
Para a oxidação de álcoois secundários, geralmente são utilizados reagentes de cromo, como óxido de cromo (VI) (CrO3) ou dicromato de sódio (Na2Cr2O7) em ácido sulfúrico aquoso (Reagente de Jones), mistura que é adicionada a solução do álcool em acetona ou ácido acético para que se proceda a oxidação. Tal estratégia oxida o álcool enquanto o cromo (VI) é reduzido a cromo (III) e o rendimento da reação é excelente se a temperatura for controlada. (SOLOMONS, 2012)

### Oxidação de álcoois terciários
A generalização feita para álcoois terciários é a de que a sua oxidação não ocorre. 
O processo envolve duas etapas, sendo a segunda uma reação de eliminação sobre o éster cromato formado na primeira etapa. Porém, se tratando de um álcool terciário, a reação de eliminação não é possível, pois não há hidrogênio disponível para realiza-la e logo, não há oxidação (SOLOMONS, 2012).

## Oxidação de alquenos
Os alquenos também sofrem reações de oxidação, nas quais a ligação dupla é oxidada e pode formar um diol ou quebrar, dependendo do método.
Há três métodos principais para a oxidação de alquenos: di-hidroxilação sin, quebra oxidativa e ozonólise. (SOLOMONS, 2012)

### Di-hidroxilação sin
A di-hidroxilação é uma reação feita com agente oxidante que causa uma quebra na dupla ligação do alqueno e a entrada de duas hidroxilas (OH) formando assim um diol (álcool com duas hidroxilas). Um agente oxidante muito usado neste caso é o tetróxido de ósmio (OsO4) (SOLOMONS, 2012).
Veja o exemplo abaixo:
O mecanismo pode ser resumido pela adição sin dos átomos de oxigênio do reagente OsO4, formando um intermediário cíclico de ósmio, que com o tratamento por NaHSO3 tem as ligações de oxigênio rompidas e hidrogênios adicionados para a formação das hidroxilas. (SOLOMONS, 2012)

### Quebra oxidativa
Na quebra oxidativa, ou oxidação enérgica, o agente oxidante "quebra" a molécula na dupla ligação e caso se forme um aldeído ele é oxidado a ácido carboxílico. O agente oxidante mais comuns nesse caso é o permanganato de potássio (KMnO4) a quente em meio básico (SOLOMONS, 2012).
Veja o exemplo abaixo:
- Observação:

Sempre que um composto que tem a dupla ligação na ponta da cadeia sofre oxidação enérgica um dos produtos que se formam é o ácido carbônico (H2CO3) que por ser um ácido instável transforma-se em gás carbônico (CO2) e água (H2O).

### Ozonólise
A ozonólise é a quebra de um alqueno causada pelo ozônio O3 gerando como produtos uma cetona e/ou um aldeído. Consiste na borbulhação de ozônio em temperaturas muito baixas (-78ºC) em CH2Cl2, seguido pelo tratamento com zinco e ácido acético, ou sulfeto de dimetila (Me2S) (SOLOMONS, 2012). A molécula do alqueno é quebrada na dupla ligação e dois átomos de oxigênio (O) se adicionam.
Veja o exemplo abaixo: